# El Guapo
El Guapo – miasto w Wenezueli, w stanie Miranda.